# Centro Colombo

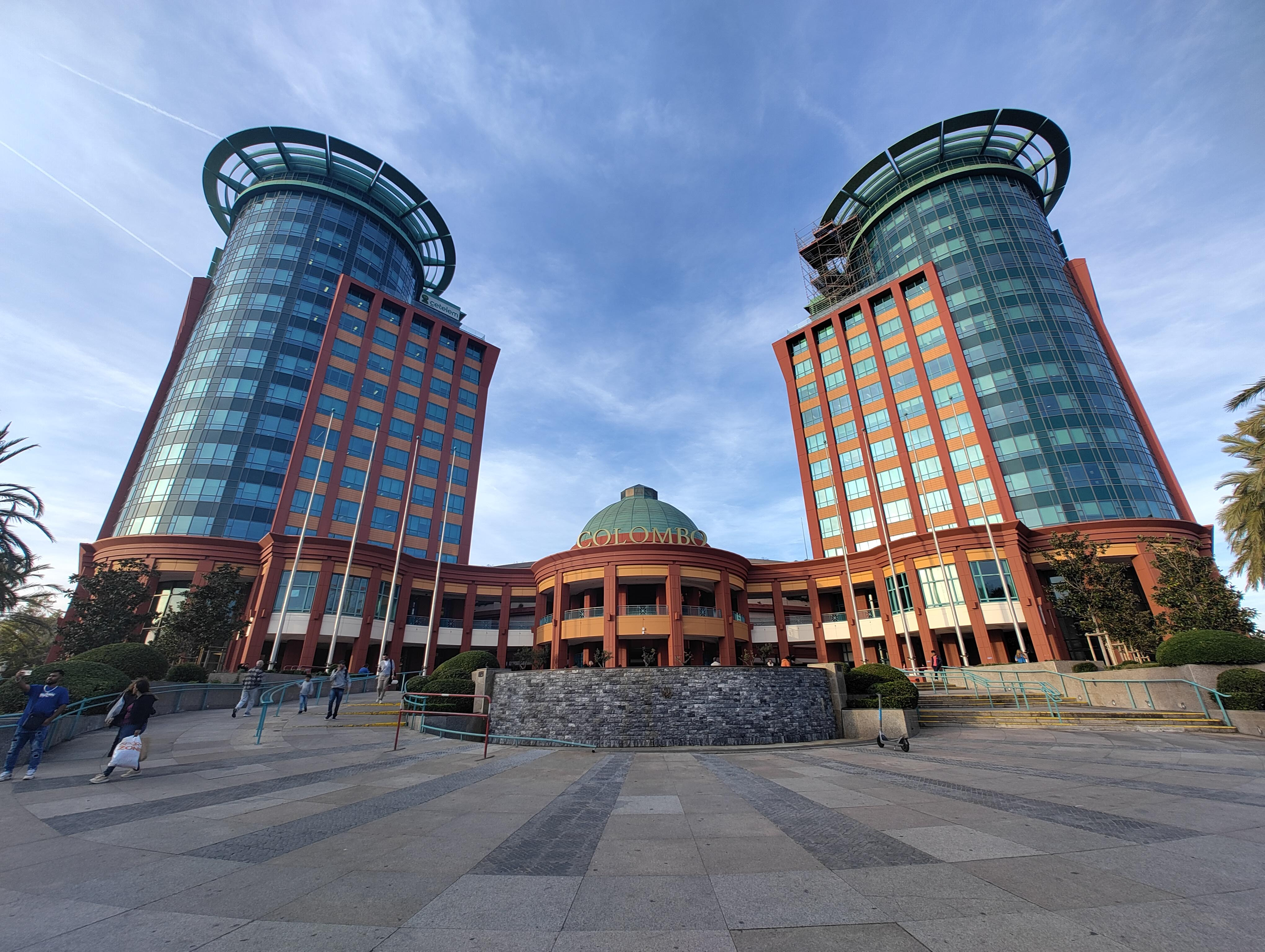
Einkaufszentrum von Süden

Das Centro Colombo ist ein Einkaufszentrum in der Stadtgemeinde Carnide der portugiesischen Hauptstadt Lissabon. Es wurde unmittelbar am Stadtring Segunda Circular errichtet und am 15. September 1997 eröffnet. Bis zum Bau des Dolce Vita Tejo war es mit 119.725 m² das nach Verkaufsfläche größte Einkaufszentrum Portugals – auch das größte der Iberischen Halbinsel. Mit 347 Einzelgeschäften bietet es weiterhin das größte Angebot.

## Architektur

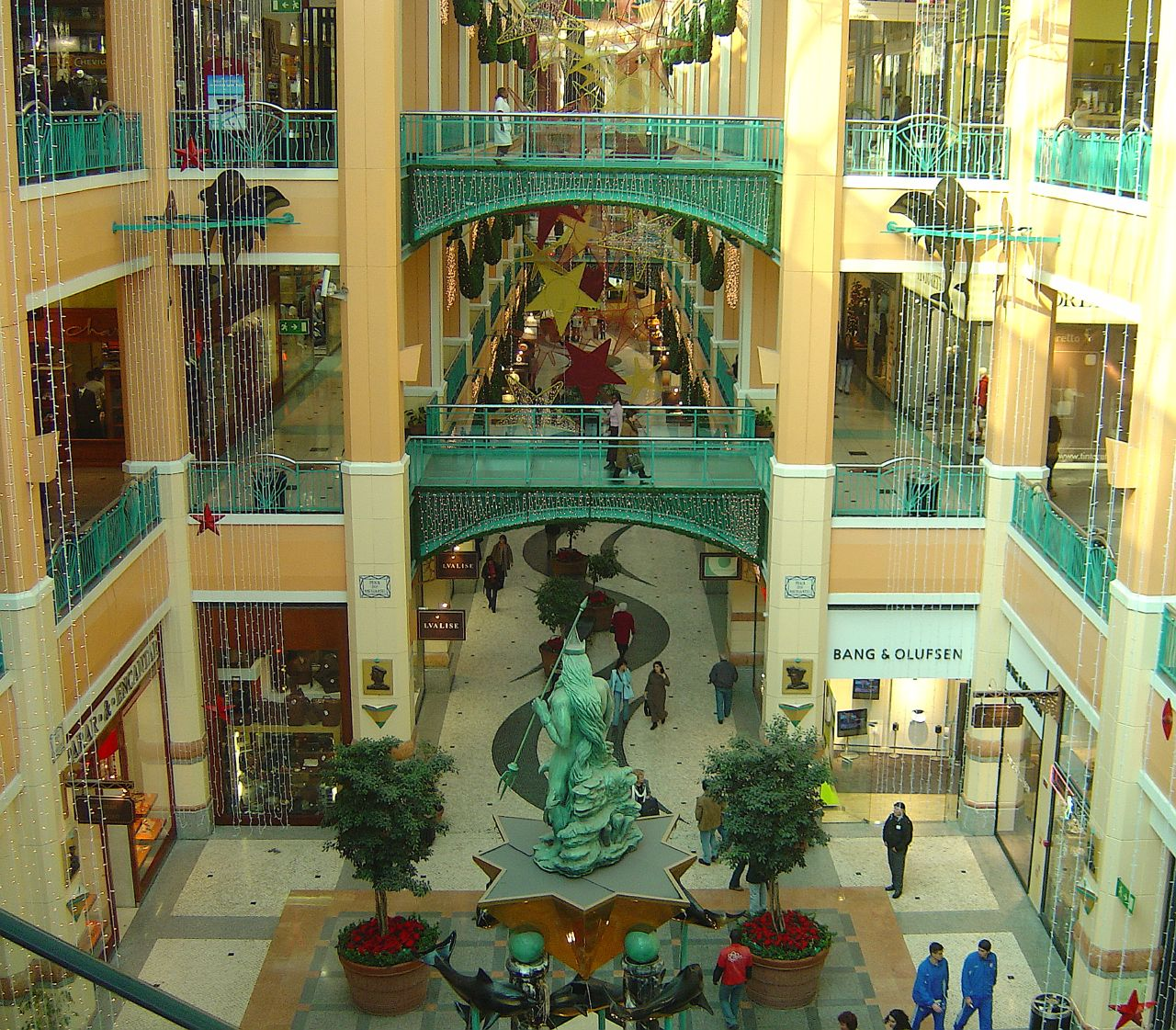
Blick vom obersten Geschoss

Das Centro Colombo ist eines von mehreren Großprojekten, die in Lissabon im Vorfeld der Weltausstellung Expo 98 realisiert wurden. Mit einem direkten Zugang zum U-Bahnhof Colégio Militar/Luz ist es an die Linha Azul angebunden, die mit der zeitgleich gebauten Verlängerung nach Pontinha auch die bevölkerungsreichen Gebiete im Norden Lissabons an das Einkaufszentrum anbindet.
Leitmotiv bei der Gestaltung war die Epoche der portugiesischen Entdeckungen im 15. Jahrhundert, einer der bedeutendsten Abschnitte der Geschichte Portugals. Die Namen der Plätze und Straßen im Inneren des Einkaufszentrum, wie Avenida dos Descobrimentos oder Praça Trópico de Câncer, nehmen Bezug auf Expeditionen portugiesischer Seefahrer. Brunnen mit maritimen Figuren oder ein großer Globus ebenso. Zwischen 2007 und 2009 wurde das Gebäude vollständig renoviert und die Innengestaltung um zeitgenössische Elemente ergänzt.
Der ursprüngliche Entwurf sah auch den Bau zweier flankierender, etwa 30 Meter hoher Bürohochhäuser, den Torres do Colombo, vor. Aufgrund von Gerichtsverfahren wurden sie erst sehr viel später errichtet. Der Turm an der Ostseite wurde im Mai 2009, der Turm an der Westseite im Februar 2011 eröffnet.

## Geschäfte
Im Centro Colombo sind mehrere große Handelsketten, wie Fnac, Zara, Sport Zone, Vobis, Continente oder Worten mit Filialen vertreten. Ergänzt wird das Angebot durch ein breites Dienstleistungsangebot und ein Multiplex-Kino.